# Порт-Жантиль
Порт-Жантиль (фр. Port-Gentil) — второй по величине город Габона, административный центр провинции Огове-Маритим и департамента Бендже.

## География
Порт-Жантиль находится на крайнем западе Габона, на побережье Атлантического океана, вблизи мыса Лопес. Город расположен примерно в 144 км к юго-западу от столицы страны, Либревиля, в 80 км к югу от экватора. Порт-Жантиль — центр нефтегазовой промышленности страны и крупный морской порт. Назван в честь французского колониального администратора и исследователя Африки Эмиля Жантиля.

## Климат
Климат города характеризуется как субэкваториальный. Годовая норма осадков составляет 1953 мм, при этом почти все осадки выпадают с октября по май.
| Показатель                    | Янв.  | Фев.  | Март  | Апр.  | Май   | Июнь | Июль | Авг. | Сен. | Окт.  | Нояб. | Дек.  | Год    |
| ----------------------------- | ----- | ----- | ----- | ----- | ----- | ---- | ---- | ---- | ---- | ----- | ----- | ----- | ------ |
| Средний суточный максимум, °C | 29,5  | 30,2  | 30,3  | 30,0  | 29,0  | 26,7 | 25,9 | 27,4 | 27,7 | 28,3  | 28,6  | 29,0  | 28,6   |
| Средняя температура, °C       | 26,9  | 27,3  | 27,3  | 27,1  | 26,6  | 24,4 | 23,5 | 24,7 | 25,4 | 25,9  | 26,1  | 26,5  | 26,0   |
| Средний суточный минимум, °C  | 24,2  | 24,4  | 24,3  | 24,2  | 24,1  | 22,0 | 21,1 | 21,9 | 23,0 | 23,5  | 23,5  | 24,0  | 23,4   |
| Норма осадков, мм             | 247,8 | 177,8 | 266,8 | 299,3 | 150,6 | 11,5 | 3,4  | 5,0  | 31,8 | 179,9 | 352,2 | 227,1 | 1953,2 |
| Источник:                     |       |       |       |       |       |      |      |      |      |       |       |       |        |

## История
Город был построен в 1885 году на месте поселения Монджи-Орунгу как французская торговая фактория.

## Население
В 1947 году число жителей в Порт-Жантиле не превышало 4500 человек, к 1960 году оно выросло до 21 000 человек. Численность населения по данным на 2013 год составляет 136 462 человек.

## Экономика
В настоящее время город является крупным центром рыболовства и рыбной промышленности, через его порт осуществляется экспорт кофе, какао и леса. В Порт-Жантиле фирмой SOGARA построен крупнейший в стране нефтеперерабатывающий завод. В городе открыт зоопарк, за последние годы построены современные отели, казино, имеются прекрасные пляжи. Работает аэропорт

## Известные уроженцы
- Ласме, Стефан — габонский профессиональный баскетболист
- Фанни Коттансон — французская актриса
- Дидье Жаньве Овоно Эбан — габонский футболист